# Aaron Ramsey
Aaron James Ramsey (pronunție în engleză [ˈræmzi]; n. 26 decembrie 1990, Caerphilly⁠(d), Țara Galilor, Regatul Unit) este un fotbalist britanic, care joacă pe post de mijlocaș central sau mijlocaș la Cardiff în EFL Championship. Pe plan internațional, are prezențe la națională pentru Țara Galilor U17⁠(d), Țara Galilor U21⁠(d), Țara Galilor, Regatul Unit U23⁠(d), Țara Galilor U21⁠(d) și Regatul Unit⁠(d).
Juventus Torino l-a adus pe jucătorul galez liber de contract de la Arsenal FC.

## Goluri internaționale

### Țara Galilor
| #  | Data              | Stadion                                     | Oponent           | Scor | Rezultat | Competiția                                             |
| -- | ----------------- | ------------------------------------------- | ----------------- | ---- | -------- | ------------------------------------------------------ |
| 1. | 14 octombrie 2009 | Rheinpark Stadion, Vaduz, Liechtenstein     | Liechtenstein     | 2–0  | 2–0      | Calificările pentru Campionatul Mondial de Fotbal 2010 |
| 2. | 14 noiembrie 2009 | Cardiff City Stadium, Cardiff, Țara Galilor | Scoția            | 3–0  | 3–0      | Meci amical                                            |
| 3. | 27 mai 2011       | Aviva Stadium, Dublin, Irlanda              | Irlanda de Nord   | 1–0  | 2–0      | 2011 Nations Cup                                       |
| 4. | 2 septembrie 2011 | Cardiff City Stadium, Cardiff, Țara Galilor | Muntenegru        | 2–0  | 2–1      | Preliminariile Campionatului European de Fotbal 2012   |
| 5. | 7 octombrie 2011  | Liberty Stadium, Swansea, Țara Galilor      | Elveția           | 1–0  | 2–0      | Preliminariile Campionatului European de Fotbal 2012   |
| 6. | 22 martie 2013    | Hampden Park, Glasgow, Scoția               | Scoția            | 1–1  | 2–1      | Calificările pentru Campionatul Mondial de Fotbal 2014 |
| 7. | 6 septembrie 2013 | Philip II Arena, Skopje, Macedonia          | Macedonia de Nord | 1–1  | 1–2      | Calificările pentru Campionatul Mondial de Fotbal 2014 |
| 8. | 15 octombrie 2013 | King Baudouin Stadium, Bruxelles, Belgia    | Belgia            | 1–1  | 1–1      | Calificările pentru Campionatul Mondial de Fotbal 2014 |

### Marea Britanie
| #  | Data          | Stadion                                   | Oponent       | Scor | Rezultat | Competiția        |
| -- | ------------- | ----------------------------------------- | ------------- | ---- | -------- | ----------------- |
| 1. | 4 august 2012 | Millennium Stadium, Cardiff, Țara Galilor | Coreea de Sud | 1–1  | 1–1      | Jocurile Olimpice |

## Palmares

### Club
Cardiff City
- Finalist FA Cup: 2008

### Individual
- Welsh Young Player of the Year (2): 2009, 2010[3]
- Arsenal Player of the Month (5): mai 2013,[4] august 2013,[5]  septembrie 2013,[6] octombrie 2013[7] noiembrie 2013[8]
- Barclays Player of the Month: septembrie 2013

## Statistici carieră

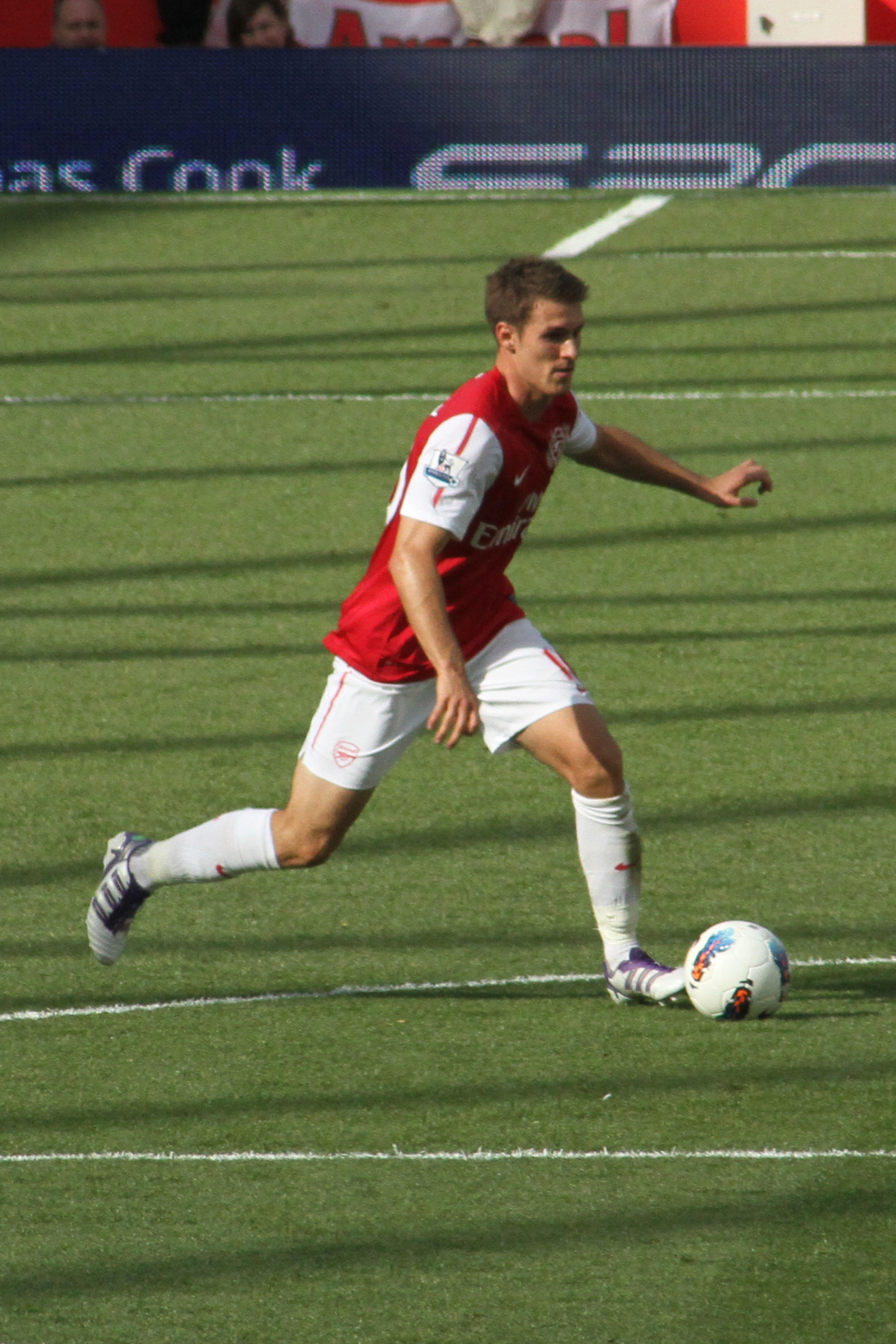
Ramsey într-un meci contra lui Swansea City în sezonul 2011–12

La 26 decembrie 2013
| Club                     | Sezon         | Campionat | Campionat | FA Cup  | FA Cup | League Cup | League Cup | Europe  | Europe | Total   | Total  |
| Club                     | Sezon         | Meciuri   | Goluri    | Meciuri | Goluri | Meciuri    | Goluri     | Meciuri | Goluri | Meciuri | Goluri |
| ------------------------ | ------------- | --------- | --------- | ------- | ------ | ---------- | ---------- | ------- | ------ | ------- | ------ |
| Cardiff City             | 2006–07       | 1         | 0         | 0       | 0      | 0          | 0          | –       | –      | 1       | 0      |
| Cardiff City             | 2007–08       | 15        | 1         | 5       | 1      | 1          | 0          | –       | –      | 21      | 2      |
| Cardiff City             | Total         | 16        | 1         | 5       | 1      | 1          | 0          | –       | –      | 22      | 2      |
| Arsenal                  | 2008–09       | 9         | 0         | 4       | 0      | 3          | 0          | 6       | 1      | 22      | 1      |
| Arsenal                  | 2009–10       | 18        | 3         | 2       | 1      | 3          | 0          | 6       | 0      | 29      | 4      |
| Arsenal                  | 2010–11       | 7         | 1         | 1       | 0      | 0          | 0          | 0       | 0      | 8       | 1      |
| Arsenal                  | 2011–12       | 34        | 2         | 3       | 0      | 0          | 0          | 7       | 1      | 44      | 3      |
| Arsenal                  | 2012–13       | 36        | 1         | 3       | 0      | 1          | 0          | 7       | 1      | 47      | 2      |
| Arsenal                  | 2013–14       | 18        | 8         | 0       | 0      | 1          | 0          | 8       | 5      | 27      | 13     |
| Arsenal                  | Total         | 122       | 15        | 13      | 1      | 8          | 0          | 33      | 8      | 177     | 24     |
| Nottingham Forest (loan) | 2010–11       | 5         | 0         | 0       | 0      | 0          | 0          | –       | –      | 5       | 0      |
| Cardiff City (loan)      | 2010–11       | 6         | 1         | 0       | 0      | 0          | 0          | –       | –      | 6       | 1      |
| Total carieră            | Total carieră | 149       | 17        | 18      | 2      | 9          | 0          | 33      | 8      | 210     | 27     |